# Categoría de grupos abelianos
En matemáticas la categoría Ab. es la que tiene como objetos a los grupos abelianos y los homomorfismo de grupos como morfismos de la categoría.
Los monomorfismos en Ab son los homomorfismos inyectivos de grupos abelianos, los epimorfismos son los homomorfismos suprayectivos y los isomorfismos son los homomorfismos biyectivos.
El objeto cero de la categoría es el grupo trivial {0} que consiste solo del elemento neutro.
Ab es una subcategoría plena de Grp (categoría de grupos). Una gran diferencia entre Ab y Grp es que la suma de dos homomorfismos f y g de grupos abelianos es de nuevo un homomorfismo de grupos:
(f+g)(x+y) = f(x+y) + g(x+y) = f(x) + f(y) + g(x) + g(y)
       = f(x) + g(x) + f(y) + g(y) = (f+g)(x) + (f+g)(y)
La tercera parte de la igualdad requiere que el grupo sea abeliano. Esta adición de morfismos convierte a Ab en una categoría preaditiva y como la suma directa de grupos abelianos es un coproducto entonces Ab es una categoría aditiva.
En Ab la noción categórica de núcleo coincide con la noción algebraica de núcleo i.e.: el núcleo categórico del morfismo f : A → B es el subgrupo k de A definido por K = {x in A : f(x) = 0}, con la inclusión i : K → A. De forma análoga el conúcleo de f es el 
grupo cociente C = B/f(A) junto con la proyección natural p : B → C. (Dese cuenta de la gran diferencia entre Ab y Grp: en Grp puede suceder que f(A) no es un subgrupo normal de B y por lo tanto el conjunto cociente
B/f(A) no es un grupo.) Con esta completa descripción de núcleos y conúcleos es fácil ver que Ab es en realidad una categoría abeliana.
El producto en Ab de una familia de objetos está dado por el producto directo de grupos formado al tomar el producto cartesiano de los conjuntos subyacentes y dotarlo de una multiplicación componente a componente. Debido a que Ab tiene núcleos se puede probar que Ab es una categoría completa. El coproducto como ya se mencionó en Ab está dado por la suma directa, como Ab tiene conúcleos tenemos que Ab es también cocompleta..
También se tiene un funtor que olvida U:Ab → Set que asigna a cada grupo abeliano su conjunto subyacente y a cada homomorfismo de grupos la función subyacente. Este funtor es pleno y por lo tanto Ab es una categoría concreta. El funtor que olvida tiene como adjunto izquierdo al funtor F:Set → Ab que a cada conjunto X le asigna el grupo abeliano libre con base en el conjunto X pero el funtor U no tiene adjunto derecho.
Un objeto en Ab es inyectivo si y solo si es divisible, es proyectivo si y solo si es un grupo abeliano libre. La categoría tiene un generador proyectivo (Z) y un cogenerador inyectivo (Q/Z). esto implica que Ab es una categoría de Grothendieck.
Dados dos grupos abelianos A, B su producto tensorial A⊗B es de nuevo un grupo abeliano con esta noción de producto Ab es una categoría monoidal.
Ab no es una categoría cartesianamente cerrada y por lo tanto no es un topos ya que carece de objeto exponencial.